# Valerian Frólov
Valerian Aleksàndrovitx Frólov (Валериан Александрович ролов) (Petrograd, 26 de maig de 1895 – Leningrad, 6 de gener de 1961) va ser un Coronel General soviètic.
Nascut en una família obrera, va ser cridat a files el 1915, participant en la Primera Guerra Mundial, i acabant com a sots-oficial major. A l'abril de 1918 s'allistà voluntari a l'Exèrcit Roig, participant en la Guerra Civil Russa (afiliant-se el 1919 al Partit Comunista), combatent a Pskov, Petrograd i Grodno, i arribant a comandar un batalló.
Durant el període d'entreguerres cursà estudis superiors de tàctica (1924) i a l'Acadèmia Militar Frunze (1932).
Durant la Guerra Soviètico-Finesa comandà el 14è Exèrcit, així com en les primeres fases de la invasió alemanya de la Unió Soviètica. Entre setembre de 1941 i febrer de 1944 va ser comandant del Front de Carèlia a la Guerra de Continuació
Després de la guerra va comandar les tropes dels Districtes Militars de  Belomorski i  d'Arkhangelsk entre 1945 i 1956, any en què passà a la reserva, sent diputat al Soviet Surem de l'URSS.

## Condecoracions
- Orde de Lenin (3)
- Orde de la Bandera Roja (4)
- Orde de Kutuzov de 1a classe
- Orde de Bogdan Khmelnitski de 1a classe
- Orde de l'Estrella Roja
- Medalla de la defensa de la Regió Àrtica Soviètica
- Medalla de la victòria sobre Alemanya en la Gran Guerra Patriòtica 1941-1945
- Medalla del 20è Aniversari de l'Exèrcit Roig
- Medalla del 30è Aniversari de l'Exèrcit i l'Armada Soviètics

## Font
- Ressenya sobre Frolov (en rus)